# (4144) Vladvasilʹev
(4144) Vladvasilʹev est un astéroïde de la ceinture principale.

## Description
(4144) Vladvasilʹev est un astéroïde de la ceinture principale. Il fut découvert le 28 septembre 1981 à Naoutchnyï par Lioudmila Jouravliova. Il présente une orbite caractérisée par un demi-grand axe de 3,16 UA, une excentricité de 0,04 et une inclinaison de 9,3° par rapport à l'écliptique.

## Compléments